# Unión Santeña
Unión Santeña è un comune (corregimiento) della Repubblica di Panama situato nel distretto di Chimán, provincia di Panama. Si estende su una superficie di 361,9 km² e conta una popolazione di 920 abitanti (censimento 2010).